# Marta Mangué
Marta Elisabet Mangué González (* 23. April 1983 in Las Palmas de Gran Canaria) ist eine ehemalige spanische Handballspielerin.

## Vereinskarriere
Nachdem Mangué auf ihrer Heimatsinsel bei Rocasa Gran Canaria aktiv gewesen war, wechselte sie zu El Osito L’Eliana Valencia, der sich 2004 in CBM Astroc Sagunto umbenannte. Ab 2005 warf die Rückraumspielerin ihre Tore für Cem. la Union-Ribarroja. Ab 2007 spielte Mangué beim dänischen Erstligisten Team Esbjerg. Im August 2011 unterschrieb sie einen Vertrag bei RK Zaječar in Serbien. Nachdem Zaječar die Qualifikation zur EHF Champions League verpasste und sich einige Sponsoren zurückzogen, verließ sie im Dezember 2012 den Verein. Kurz darauf schloss sie sich dem französischen Erstligisten Fleury Loiret Handball an. Mit Fleury Loiret Handball gewann sie 2014 den französischen Pokal und 2015 die französische Meisterschaft. Ab dem Sommer 2015 lief sie für Brest Bretagne Handball auf, anschließend ab 2020 für Bourg-de-Péage Drôme Handball. Im Sommer 2022 kehrte Mangué zum spanischen Erstligisten Rocasa Gran Canaria zurück. Nach der Saison 2022/2023 verließ sie den Verein.

## Auswahlmannschaften
Marta Mangué spielte am 17. September 1999 erstmals für eine spanische Auswahl, die juvenil selección. Sie nahm mit ihr an der U-17-Europameisterschaft 2001 in der Türkei teil. Mit den spanischen Juniorinnen spielte sie bei der U-19-Europameisterschaft 2000 in Frankreich, der U-20-Weltmeisterschaft 2001 in Ungarn und der U-19-Europameisterschaft 2002 in Finnland. Für die Nachwuchsteams bestritt sie von 1999 bis 2003 insgesamt 73 Länderspiele, in denen sie 376 Tore warf.
Mangué lief erstmals am 27. Oktober 2000 für die spanische A-Nationalmannschaft auf. Von diesem Debüt gegen Polen bis zu ihrem letzten Länderspiel am 14. Juni 2017 gegen die Ukraine bestritt sie insgesamt 301 Spiele für Spanien und ist damit die Spielerin mit den meisten Einsätzen in der A-Auswahl. Mit 1034 Treffern ist sie zudem die Rekordtorschützin der spanischen Auswahl; im Dezember 2013 übertraf sie mit ihrem 898. Tor für Spanien die bisherige Rekordhalterin Cristina Gómez. Ihr zu Ehren trägt seit dem Jahr 2024 keine weitere spanische Nationalspielerin die Rückennummer neun.
Bei den Olympischen Spielen 2004 belegte sie mit Spanien den sechsten Platz. Bei der Europameisterschaft 2008 gewann sie die Silbermedaille. Sie gehörte zum Aufgebot ihres nationalen Verbandes bei der Weltmeisterschaft 2009 in China und bei der Weltmeisterschaft 2011 in Brasilien. Im Sommer 2012 nahm Mangué an den Olympischen Spielen in London teil, wo sie die Bronzemedaille gewann und in das All-Star-Team des Turniers gewählt wurde. 2014 gewann sie bei der Europameisterschaft die Silbermedaille. Weiterhin nahm sie an den Olympischen Spielen 2016 in Rio de Janeiro teil.
Bei der Beachhandball-Weltmeisterschaften 2008 belegte Mangué mit der spanischen Nationalmannschaft im Beachhandball Platz 2. Sie bestritt für dieses Team von 2002 bis 2008 insgesamt 13 Spiele und warf dabei 66 Tore.

## Erfolge
Zu ihren besonderen Erfolgen zählen:
- 2. Platz bei der Europameisterschaft 2008
- 3. Platz bei der Weltmeisterschaft 2011
- 3. Platz bei den Olympischen Spielen 2012
- 2. Platz bei der Europameisterschaft 2014
- 1. Platz (spanischer Meister) bei der spanischen Meisterschaft in den Spielzeiten 2004/2005, 2005/2006 und 2006/2007
- 1. Platz (serbischer Meister) bei der Liga Serbia in den Spielzeiten 2011/2012 und 2012/2013
- 1. Platz in der Coupe de France 2014
- 1. Platz (französischer Meister) in der Division 1 in der Spielzeit 2014/2015

## Ehrungen
- Aufnahme in die Hall of Fame of European handball (2024)[14]

## Privates
Marta Mangué hat mit ihrer Partnerin ein im September 2017 geborenes Kind.